# أحمد دخقان
أحمد دخقان (1930- 2015) سياسي ومهندس أردني من أصول شركسية. كان نائبًا لرئيس سلطة الموارد الطبيعية بين عامي 1981 و 1984 ووكيلًا لوزارة الشؤون الريفية. وعمل أيضا وزيرًا للزراعة من عام 1985 إلى عام 1986. ووزيرًا للمواصلات من عام 1986 إلى عام 1988 ووزيرًا للمياه من عام 1988 إلى عام 1989. كما نعى رئيس الوزراء الأردني عبد الله النسور أحمد دوقان بعد وفاته.